# Już Czytam
Już Czytam – miesięcznik dla dzieci w wieku około 7-10 lat, wydawany przez Prószyński i S-ka od października 1993 do grudnia 1998. Ukazały się 62 numery pisma.
Czasopismo wydawane było na licencji wydawnictwa Bayard Press i było polskim tłumaczeniem miesięcznika "J'aime lire", który ukazuje się we Francji od lat 70. XX wieku do dziś i sprzedawany jest co miesiąc w ponad 2 mln egzemplarzy.
Każdy numer zbudowany był ze stałych części: 
- bogato ilustrowanego opowiadania,
- kilku stron zagadek,
- komiksu.